# Thysanopyga lollia
Thysanopyga lollia är en fjärilsart som beskrevs av William Schaus 1901. Thysanopyga lollia ingår i släktet Thysanopyga och familjen mätare. Inga underarter finns listade i Catalogue of Life.